# Neo-bop
Neo-bop, neo bop of neobop is een moderne jazz-stijl die voortgekomen is uit de bebop. 
Neo-bop is ontstaan aan het begin van de jaren 1980. Als reactie op de avant-gardistische free jazz en de gepopulariseerde jazz fusion die zo kenmerkend zijn voor de jaren 1970 grepen jonge jazzmuzikanten terug op de ritmes en de harmonie van de bebop en hard bop. Omdat ook het gebruik van elementen uit de  modale en free jazz niet geschuwd werden, is de stijl niet gewoon bebop of hard bop, maar nieuwe bop gaan heten. 
Een van de meest prominente voorbeelden van deze neo-bop stijl is trompettist Wynton Marsalis die begin jaren 1980 speelt in de band van Art Blakey, de Jazz Messengers. Voor zijn eerst soloalbum in 1982 grijpt Marsalis terug naar de klanken van het vroege werk van Miles Davis en naar werk van jazzgiganten zoals Louis Armstrong, Duke Ellington en Charlie Parker.
Enkele andere bekende neo-bop artiesten zijn de trompettisten Roy Hargrove, Wallace Roney, Terence Blanchard en Nicholas Payton, de altsaxofonisten Vincent Herring, Donald Harrison en Antonio Hart, de pianist Mulgrew Miller, de tenorsaxofonisten Branford Marsalis en Joshua Redman en de bassist Christian McBride.